# إليو م. غارسيا جونيور وليندا أنطونسون

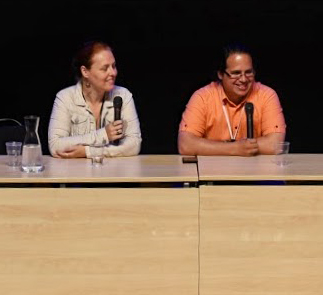
ليندا أنطونسون وإليو غارسيا في أرخبيلاكون في 28 يونيو 2015.

إليو ميغيل غارسيا جونيور (من مواليد 6 مايو 1978) وليندا ماريا أنطونسون (من مواليد 18 نوفمبر 1974) مؤلفان ساهما في سلسلة أغنية الجليد والنار لجورج ر. ر. مارتن، وشاركا في كتابة الكتب المصاحبة عالم الجليد والنار (2014) وصعود التنين (2022). وهم أيضًا مؤسسو موقع المعجبين Westeros.org، وهو أحد أقدم مواقع المعجبين بأغنية الجليد والنار.

## الحياة الشخصية
التقى غارسيا وأنطونسون في عام 1995 أثناء لعبهما لعبة مستوحاة من سيد الخواتم عبر الإنترنت. تزوجا في عام 2014، وهو نفس اليوم الذي تم فيه إصدار كتاب عالم الجليد والنار، بعد 16 عامًا من ارتباطهم. انتقل غارسيا إلى السويد عام 1999؛ اعتبارًا من عام 2014، عاش الزوجان في السويد في نودينج، بلدية إيل.

## وصلات خارجية
- Westeros.org - الموقع الرسمي